# Phân bộ Eo nhỏ
Phân bộ Eo nhỏ, danh pháp khoa học Apocrita, là một phân bộ côn trùng trong bộ Cánh màng. Apocrita bao gồm wasp, ong và kiến, và gồm một số họ. Phân bộ này bao gồm các loài cánh màng cấp cao nhất và được phân biệt với các loài Symphyta bởi eo nhỏ.

## Các liên họ và các họ còn tồn tại
- Phân bộ Apocrita
  - (không phân hạng) Aculeata
    - Liên họ Apoidea
      - Họ Andrenidae
      - Họ Apidae
      - Họ Colletidae
      - Họ Dasypodaidae
      - Họ Halictidae
      - Họ Megachilidae
      - Họ Meganomiidae
      - Họ Melittidae
      - Họ Stenotritidae
      - Họ Ampulicidae
      - Họ Crabronidae
      - Họ Heterogynaidae
      - Họ Sphecidae

    - Liên họ Chrysidoidea
      - Họ Bethylidae
      - Họ Chrysididae
      - Họ Dryinidae
      - Họ Embolemidae
      - Họ Plumariidae
      - Họ Sclerogibbidae
      - Họ Scolebythidae

    - Liên họ Vespoidea
      - Họ Bradynobaenidae
      - Họ Formicidae (kiến)
      - Họ Mutillidae
      - Họ Pompilidae
      - Họ Rhopalosomatidae
      - Họ Sapygidae
      - Họ Scoliidae
      - Họ Sierolomorphidae
      - Họ Tiphiidae
      - Họ Vespidae

  - (không phân hạng) Parasitica
    - Liên họ Ceraphronoidea
      - Họ Ceraphronidae
      - Họ Megaspilidae

    - Liên họ Chalcidoidea
      - Họ Agaonidae
      - Họ Aphelinidae
      - Họ Chalcididae
      - Họ Encyrtidae
      - Họ Eucharitidae
      - Họ Eulophidae
      - Họ Eupelmidae
      - Họ Eurytomidae
      - Họ Leucospidae
      - Họ Mymaridae - loài côn trùng nhỏ nhất
      - Họ Ormyridae
      - Họ Perilampidae
      - Họ Pteromalidae
      - Họ Rotoitidae
      - Họ Signiphoridae
      - Họ Tanaostigmatidae
      - Họ Tetracampidae
      - Họ Torymidae
      - Họ Trichogrammatidae

    - Liên họ Cynipoidea
      - Họ Austrocynipidae
      - Họ Cynipidae
      - Họ Figitidae
      - Họ Ibaliidae
      - Họ Liopteridae

    - Liên họ Evanioidea
      - Họ Aulacidae
      - Họ Evaniidae
      - Họ Gasteruptiidae

    - Liên họ Ichneumonoidea
      - Họ Braconidae
      - Họ Ichneumonidae

    - Liên họ Megalyroidea
      - Họ Megalyridae

    - Liên họ Mymarommatoidea
      - Họ Mymarommatidae

    - Liên họ Platygastroidea
      - Họ Platygastridae
      - Họ Scelionidae

    - Liên họ Proctotrupoidea
      - Họ Austroniidae
      - Họ Diapriidae
      - Họ Heloridae
      - Họ Maamingidae
      - Họ Monomachidae
      - Họ Pelecinidae
      - Họ Peradeniidae
      - Họ Proctorenyxidae
      - Họ Proctotrupidae
      - Họ Roproniidae
      - Họ Vanhorniidae

    - Liên họ Stephanoidea
      - Họ Stephanidae

    - Liên họ Trigonaloidea
      - Họ Trigonalidae

    - Liên họ Thynnoidea
    - Liên họ Tiphioidea
    - Liên họ †Bethylonymoidea
    - Liên họ †Serphitoidea